# 佐々木千秀
佐々木 千秀（ささき ちひで、1881年10月21日 - 1947年12月20日）は、日本の政治家。衆議院議員（1期）。

## 経歴
広島県出身。東京専門学校で学ぶ。呉市会議員、同参事会員、呉商工会理事、呉銀行取締役頭取、ハート麦酒(株)取締役副社長、呉劇場、呉酒造(株)取締役社長となる。
1920年の第14回衆議院議員総選挙において広島2区から憲政会公認で立候補して当選する。衆議院議員を1期務め、1924年の第15回衆議院議員総選挙には立候補しなかった。1947年に死去した。